# Aphytis anomalus
Aphytis anomalus är en stekelart som beskrevs av Compere 1955. Aphytis anomalus ingår i släktet Aphytis och familjen växtlussteklar. Inga underarter finns listade i Catalogue of Life.